# Coppa Agostoni 1954
La Coppa Agostoni 1954, nona edizione della corsa, si svolse il 27 ottobre 1954 su un percorso di 198 km con partenza e arrivo a Lissone. Riservata a indipendenti e dilettanti, fu vinta dall'italiano Aldo Moser, che completò il percorso in 4h48'00", precedendo per distacco i connazionali Giuseppe Calvi e Annibale Brasola. Parteciparono 115 ciclisti.

## Ordine d'arrivo (Top 8)
| Pos. | Corridore             | Squadra                  | Tempo    |
| ---- | --------------------- | ------------------------ | -------- |
| 1    | Aldo Moser            | U.S. Aurora Trento       | 4h48'00" |
| 2    | Giuseppe Calvi        | Enal Legler P. S. Pietro | 1'15"    |
| 3    | Annibale Brasola      | Torpado-Ursus            | s.t.     |
| 4    | Giuseppe Fallarini    | U.C. Novarese-Ursus      | s.t.     |
| 5    | Tranquillo Scudellaro | Legnano                  | s.t.     |
| 6    | Vittorio Seghezzi     | -                        | s.t.     |
| 7    | Bruno Landi           | Fiorelli                 | s.t.     |
| 8    | Danilo Casari         | -                        | s.t.     |
| 9    | 38 ciclisti ex aequo  | 38 ciclisti ex aequo     | s.t.     |